# NGC 6935
NGC 6935 este o galaxie situată în constelația Indianul. A fost descoperită în 8 iulie 1834 de către John Herschel. Se află la o distanță de 40,18 de megaparseci de Pământ.